# Парламентские выборы в Армении (1999)
Парламентские выборы в Армении 1999 года — выборы в Парламент Армении, прошедшие 30 мая 1999 года.
Был избран 131 депутат, из которых 75 избирались по мажоритарной системе, 56 — по партийным спискам.

## Результаты
| Партия                                          | Мажоритарные округа | Мажоритарные округа | Мажоритарные округа | Единый национальный округ | Единый национальный округ | Единый национальный округ | Всего мест | +/-   |
| Партия                                          | Голоса              | %                   | Места               | Голоса                    | %                         | Места                     | Всего мест | +/-   |
| ----------------------------------------------- | ------------------- | ------------------- | ------------------- | ------------------------- | ------------------------- | ------------------------- | ---------- | ----- |
| Блок Единство*                                  |                     |                     | 33                  | 448 133                   | 41,3                      | 29                        | 62         | Новая |
| Коммунистическая партия Армении                 |                     |                     | 2                   | 130 161                   | 12,0                      | 8                         | 10         | 0     |
| Блок единства и закона                          |                     |                     | 1                   | 85 736                    | 7,9                       | 6                         | 7          | Новая |
| Армянская революционная федерация               |                     |                     | 3                   | 84 232                    | 7,8                       | 5                         | 8          | +7    |
| Право закона                                    |                     |                     | 2                   | 56 807                    | 5,3                       | 4                         | 6          | Новая |
| Национально-демократический союз                |                     |                     | 2                   | 55 620                    | 5,1                       | 4                         | 6          | +1    |
| Достойное будущее                               |                     |                     | 0                   | 35 190                    | 3,3                       | 0                         | 0          | Новая |
| Союз коммунистических и социалистических партия |                     |                     | 0                   | 26 823                    | 2,5                       | 0                         | 0          | Новая |
| Сильное Отечество                               |                     |                     | 0                   | 24 896                    | 1,3                       | 0                         | 0          | Новая |
| Союз за национальное самоопределение            |                     |                     | 0                   | 24 681                    | 2,2                       | 0                         | 0          | -3    |
| Блок Родина                                     |                     |                     | 0                   | 13 293                    | 1,2                       | 0                         | 0          | Новая |
| Панармянское национальное движение              |                     |                     | 0                   | 12 540                    | 1,2                       | 0                         | 0          | -62   |
| Свобода                                         |                     |                     | 0                   | 11 076                    | 1,0                       | 0                         | 0          | Новая |
| Демократическая партия                          |                     |                     | 0                   | 10 621                    | 1,0                       | 0                         | 0          | Новая |
| Миссия                                          |                     |                     | 0                   | 8122                      | 0,8                       | 0                         | 0          | 0     |
| Армянская демократическая либеральная партия    |                     |                     | 0                   | 7374                      | 0,7                       | 0                         | 0          | -4    |
| Свободная миссия Айка                           |                     |                     | 0                   | 6526                      | 0,6                       | 0                         | 0          | Новая |
| Национальное государство                        |                     |                     | 0                   | 5785                      | 0,5                       | 0                         | 0          | 0     |
| Ваша партия Армении                             |                     |                     | 0                   | 5675                      | 0,5                       | 0                         | 0          | Новая |
| Блок социалистических сил и интеллектуалов      |                     |                     | 0                   | 2588                      | 0,2                       | 0                         | 0          | Новая |
| Шамирам                                         |                     |                     | 0                   | 2053                      | 0,2                       | 0                         | 0          | Новая |
| Независимые                                     |                     |                     | 32                  | -                         | -                         | -                         | 32         | -40   |
| Ни за кого                                      |                     |                     | -                   | 23 314                    | 0,2                       | -                         | -          | -     |
| Недействительные и пустые бюллетени             |                     |                     | -                   | 65 568                    | -                         | -                         | -          | -     |
| Всего                                           |                     |                     | 75                  | 1 137 133                 | 100                       | 56                        | 131        | -59   |
| Источник: Nohlen .                              |                     |                     |                     |                           |                           |                           |            |       |

- Блок Единство — альянс Народной партии и Республиканской партии.

## Партийные фракции
| Партия, блок                                                                                                 | Голоса                  |
| --- | ----------------------- |
| блок «Единство» (РПА, НПА)                                                                                   | (41,69 %, 29 депутатов) |
| КПА | (12,09 %, 8 депутатов)  |
| блок «Право и единение» («Национальное единение», «Союз конституционное право», «Гардманк», «Арцах-Армения») | (7,96 %, 6 депутатов)   |
| АРФД | (7,84 %, 5 депутатов)   |
| Оринац Еркир                                                                                                 | (5,28 %, 4 депутата)    |
| НДС | (5,17 %, 4 депутата)    |
| «Стабильность» (депутатская группа)                                                                          | (11 депутатов)          |
| «Айастан» (депутатская группа)                                                                               | (12 депутатов)          |
| «Народный депутат» (депутатская группа)                                                                      | (16 депутатов)          |

## Персональный состав парламента Армении второго созыва
Хачатрян, Армен Авагович спикер парламента
Асланян, Гагик Сергеевич вице-спикер
Торосян, Тигран Суренович вице-спикер
Абовян, Овик Арамаисович
Абрамян, Генрик Аргамович
Азизян, Наполеон Суренович
Алоян, Арамаис Никогосович
Агаджанян, Арцрун Князевич
Амирханян, Роберт Бабкенович
Авагян, Сейран Мартиросович
Аветисян, Сукиас Гегелевич
Аршакян, Агаси Арамаисович
Арсенян, Гурген Бабкенович
Бабуханян, Айк Борисович
Бадалян, Владимир Арамаисович
Бадалян, Гарник Жораевич
Бадеян, Манвел Генрихович
Балаян, Ким Габриелович
Баласанян, Самвел Мисакович
Багдасарян, Артур Ваганович
Багдасарян, Ваграм Вагинакович
Барсегян, Арамаис Залибекович
Барсегян, Степан Сарибекович
Берикян, Филарет Арсенович
Бошнагян, Перч Сергеевич
Бостанджян, Вардан Бабкенович
Галоян, Ашот Карленович
Галустян, Жора Саркисович
Гаспарян, Манук Оганесович
Гегамян, Арташес Мамиконович
Геворгян, Рубен Петросович
Геворгян, Жирайр Владимирович
Геворгян, Наапет Багратович
Гюльзадян, Врам Хоренович
Григорян, Грант Меружанович
Григорянц, Генрих Петрович
Давтян, Геворг Грантович
Даллакян, Виктор Ервандович
Егиазарян, Гурген Амбарцумович
Енгоян, Роберт Нерсесович
Ерицян, Серго Саркисович
Затикян, Вараздат Мясникович
Закарян, Степан Грачаевич
Тадевосян, Гагик Агасиевич
Туманян, Самвел Саркисович
Исраелян, Сергей Хоренович
Хачатрян, Сурен Серёжаевич
Хачатрян, Грант Грачаевич
Хачикян, Вазген Юрьевич
Харатян, Фрунзе Арменакович
Худабашян, Эмма Арамаисовна
Цатурян, Эдмунд Амбарцумович
Карагезян, Арутюн Арпиарович
Карапетян, Паруйр Виласович
Карапетян, Ерем Айказунович
Карапетян, Карен Саркисович
Карапетян, Алексан Амбарцумович
Костандян, Гагик Бегларович
Акопян, Геворг Аракелович
Акопян, Алексан Акопович
Акопян, Акоп Варданович
Акопян, Акоп Рафикович
Акопян, Грануш Грантовна
Арутюнян, Арам Хачикович
Арутюнян, Григор Арутюнович
Арутюнян, Гамлет Микаелович
Ованнисян, Ваган Эдуардович
Ованнисян, Ованес Сергоевич
Ованнисян, Арам Мартунович
Ованнисян, Амаяк Константинович
Ованнисян, Ваня Вагикович
Овсепян, Рубен Георгиевич
Казарян, Манвел Андраникович
Матевосян, Мартун Саркисович
Матевосян, Вардгес Гедеонович
Малхасян, Мясник Жораевич
Манукян, Юрий Авакович
Манукян, Гагик Геворгович
Манукян, Вазген Микаэлович
Меликян, Гагик Вагинакович
Минасян, Гагик Енгибарович
Микаелян, Сасун Мехакович
Микаелян, Мушег Авакович
Мхитарян, Армен Ашотович
Мкртчян, Мисак Левонович
Мкртчян, Вардан Аракелович
Мовсисян, Мушег Абраамович
Мурадян, Арутюн Бахтибекович
Нагдалян, Эрмине Микаэловна
Шахгельдян, Мгер Левонович
Восканян, Грант Мушегович
Петросян, Норик Хачикович
Петросян, Алвард Бардуховна
Погосян, Алексан Араратович
Рустамян, Армен Езнакович
Садоян, Аршак Аветисович
Саакян, Тарон Жораевич
Саакян, Галуст Григорьевич
Саркисян, Левон Грачаевич
Саркисян, Самсон Камоевич
Саркисян, Хорен Трчунович
Сукиасян, Хачатур Альбертович
Сукиасян, Мартин Грачаевич
Улиханян, Гукас Ишханович
Варданян, Агван Аршавирович
Памбукян, Арутюн Карапетович
Кочарян, Шаварш Микаэлович
Кочинян, Ованес Джумшудович

## Депутаты, полномочия которых прекращены
Демирчян, Карен Серопович убит
Бахшян, Юрий Гургенович убит
Мироян, Рубен Хачикович убит
Арменакян, Арменак Минасович убит
Котанян, Микаел Хачикович убит
Абрамян, Генрик Айрикович убит
Айвазян, Вардан Суренович назначен министром охраны природы
Аветисян, Самвел Сергеевич назначен заместителем министра сельского хозяйства
Аветисян, Сурен Амбарцумович умер
Бадалян, Манвел Эдуардович назначен председателем гражданской службы
Бадалян, Сергей Григорьевич умер
Гаспарян, Гегам Рафикович
Григорян, Вардеван Фабрицускович
Затикян, Ваган Мясникович умер
Дарбинян, Владимир Саркисович
Локян, Давид Арсенович назначен министром градостроительства
Манукян, Андраник Енокович назначен министром-руководителем аппарата правительства
Акопян, Леонид Самсонович назначен министром территориального управления и градостроительной деятельности
Хачатрян, Гагик Мкртичевич назначен начальником агентства государственных закупок при правительстве
Акопян, Рубен Карапетович назначен генеральным консулом в Санкт-Петербурге
Восканян, Гагик Шаваршевич назначен председателем контрольной палаты
Мурадян, Мурад Саакович назначен министром охраны природы
Мадатян, Эдуард Аветикович назначен министром транспорта и связи
Сагателян, Самвел Агунович умер
Сирадегян, Вано Смбатович отсутствие не менее чем на половине голосований одной сессии было признано неуважительным
Маргарян, Андраник Наапетович назначен премьер-министром
Хачатрян, Вардан Жораевич назначен министром финансов и экономики
Варданян, Давид Манукович назначен министром по управлению государственным имуществом